# Place des Victoires
De Place des Victoires ("Plein van de Overwinningen") is een plein in het centrum van de Franse hoofdstad Parijs, gelegen op de grens van het 1e en 2e arrondissement. Het plein ontleent zijn naam aan de militaire successen van Lodewijk XIV van Frankrijk.
Het ronde plein is bekend vanwege zijn elegante, uniforme architectuur en het ruiterstandbeeld van Lodewijk XIV. Samen met de Place Dauphine, de Place des Vosges, de Place Vendôme en de Place de la Concorde is het een van de vijf koninklijke pleinen van Parijs. Het stedenbouwkundig ontwerp uit 1685 is van Jules Hardouin-Mansart. De classicistische gevels met typerende arcades zijn beschermd als monument historique.

## Ligging, inrichting en bereikbaarheid
De Place des Victoires ligt op de rechteroever (Rive Droite) van de Seine in het centrale deel van Parijs. In de onmiddellijke omgeving liggen onder andere: de Basilique de Notre-Dame-des-Victoires, het Palais-Royal, de Banque de France, de Bibliothèque nationale de France-Site Richelieu en de Bourse de Commerce (met de kunstcollectie Pinault).

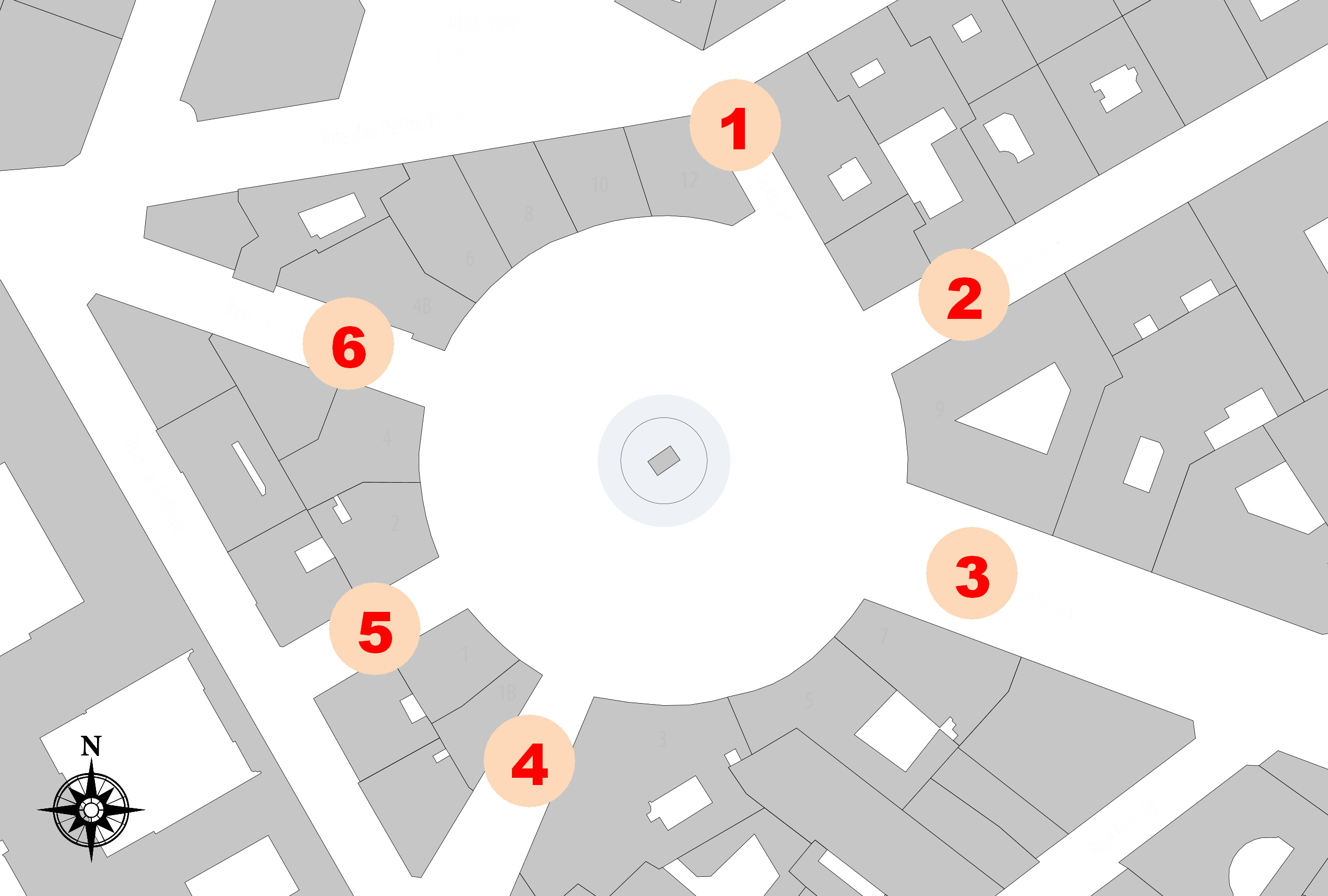
Place des Victoires, stratenplan

Zes straten komen op het plein uit, waarvan vijf radiaalstraten. De Rue Vide-Gousset is de enige straat die niet loodrecht uitmondt op het plein. Kloksgewijs, vanuit het noorden:

1. Rue Vide-Gousset

2. Rue d'Aboukir

3. Rue Étienne-Marcel

4. Rue Croix-des-Petits-Champs

5. Rue Catinat

6. Rue La Feuillade
Het plein ligt op de grens van vier Parijse quartiers en twee arrondissementen. De Rue La Feuillade en de in het verlengde daarvan liggende Rue Étienne-Marcel vormen de grens tussen de twee arrondissementen: het 1e arrondissement ligt ten zuiden van deze lijn; het 2e ten noorden ervan. De Rue Croix-des-Petits-Champs in het 1e arrondissement vormt de grens tussen twee quartiers: Palais-Royal ten westen en Halles ten oosten van deze straat. In het tweede arrondissement scheidt de Rue Vide-Gousset eveneens twee quartiers: Viviene in het westen en Mail in het oosten. De arrondissements- en wijkgrenzen zetten zich op het plein in rechte lijn door.
De Place des Victoires is een rond plein met een diameter van 78 meter en een oppervlakte van iets minder dan een halve hectare. Het plein is stenig ingericht. Het eveneens cirkelvormige, verkeersvrije en iets verhoogde middendeel is geplaveid met twee soorten natuursteen. Rondom het ruiterstandbeeld staat een smeedijzeren hekwerk. Zowel de rijweg als de stoepen zijn geasfalteerd. Er zijn geen bomen of plantsoenen. Het enige groen zijn de potten met heesters, die op regelmatige afstand van elkaar op de stoepen langs de gevels staan. Opvallend zijn de antieke, driearmige straatlantaarns.
In de omgeving van de Place des Victoires liggen drie metrostations: Bourse (), Pyramides ( ) en Étienne Marcel ().

## Geschiedenis
Begin zeventiende eeuw bestond dit gebied nog uit landerijen, vestingwerken (de Omwalling van Karel V) en enkele molens. Kardinaal Richelieu liet de omwalling tussen 1634 en 1639 slopen. Op veel plaatsen werden op de gesloopte vestingwerken grands boulevards aangelegd. Het in deze omgeving gelegen paleis van de kardinaal werd na zijn dood eigendom van Lodewijk XIII en stond daarna bekend als het Palais-Royal. Rondom het paleis, deels in de tuinen ervan, ontstond een nieuwe wijk, waar voorname lieden hun hôtels particuliers bouwden, zoals het Hôtel de la Vrillière, Hôtel de Senneterre en Hôtel de Massiac.

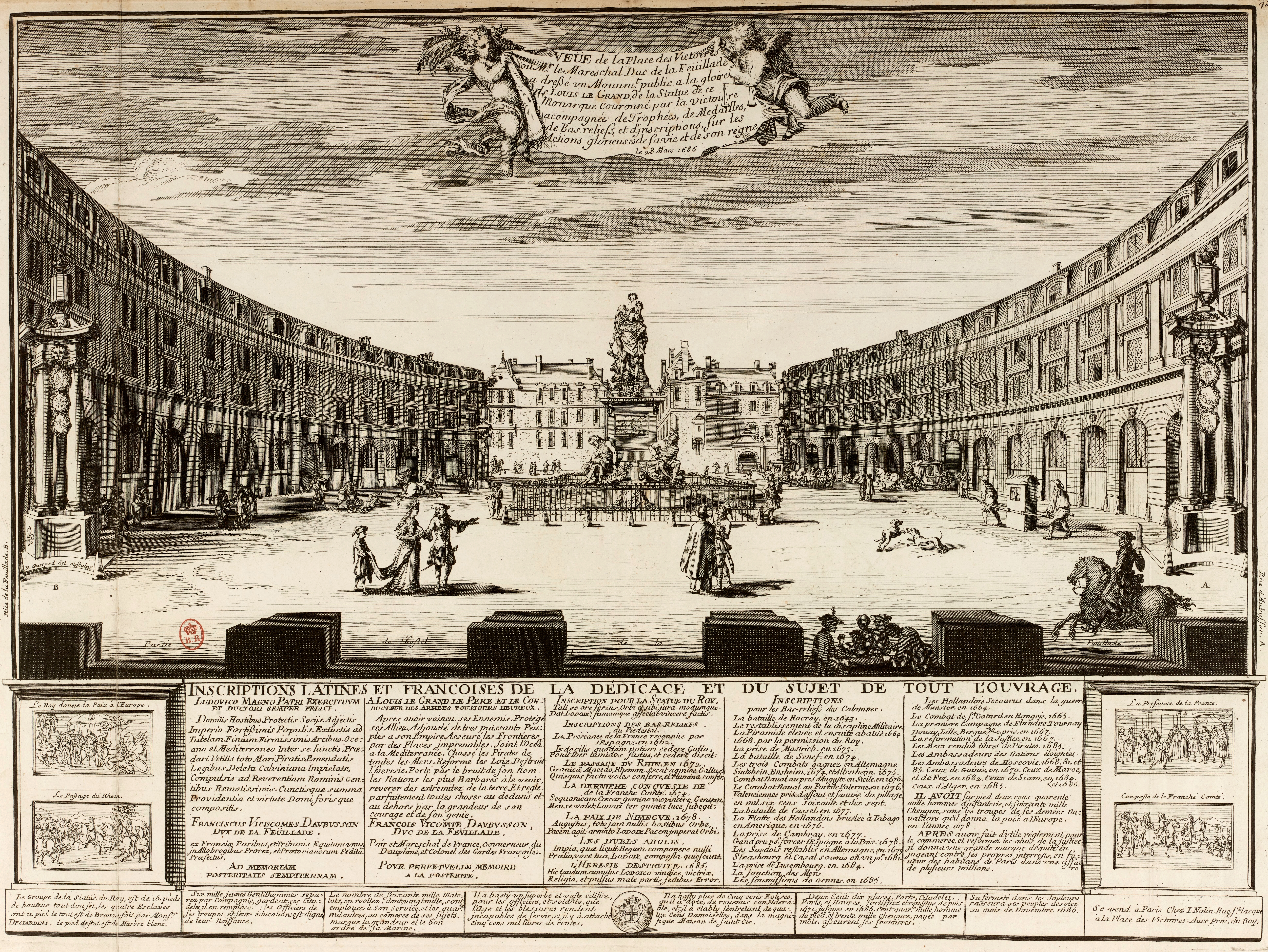
Gravure met uitgebreide beschrijving van het standbeeld van Lodewijk XIV, gepubliceerd in 1689, kort na de onthulling

Het plein werd vanaf 1684 onder leiding van Jules Hardouin-Mansart aangelegd als gepaste entourage voor het hier geplande standbeeld van Lodewijk XIV. Dit beeld werd in opdracht van de hoveling François d'Aubusson, hertog van la Feuillade, vervaardigd door de beeldhouwer Martin Desjardins, die in 1637 in Breda was geboren als Martinus van den Bogaert. De allegorische beeldengroep van Lodewijk XIV als glorieuze overwinnaar met aan zijn voeten de overwonnen vijanden kreeg een ereplaats midden op het plein. Het werd tot 1699 's nachts verlicht door vier grote lantaarns, eveneens ontworpen door Desjardins.
De onthulling van het beeld op 26 maart 1686 veroorzaakte een internationale rel, omdat de vier geketende figuren aan de voeten van de koning dankzij de bijbehorende attributen te identificeren waren als personificaties van vier tegenstanders van Frankrijk: het Heilige Roomse Rijk, Spanje, Brandenburg en de Nederlandse Republiek. Op een reliëf was zelfs een bondgenoot te herkennen, koning Karel XI van Zweden, afgebeeld in een onderdanige pose naast Lodewijk XIV.
Hardouin-Mansart liet de reconstructie van het plein grotendeels over aan de architect Jean-Baptiste Prédot. Hijzelf ontwierp de uniforme gevels met kenmerkende arcaden, Ionische pilasters en doorlopende balkons. Alle panden kregen de naar zijn grootoom genoemde zinken mansardedaken. De hoogte van de gevel werd zo berekend dat de gootlijst niet boven het beeld van de koning uittorende. De bebouwing van de Place des Victoires behoort, samen met die van de Place Vendôme, tot de meesterwerken van Mansart.
De bouwkosten bedroegen 7 miljoen livres, wat bijna tot de financiële ondergang van de opdrachtgever, de hertog van La Feuillade, leidde. Toen koning Lodewijk XIV het plein bezocht een jaar na de officiële opening op 29 juni 1687, waren de door Mansart ontworpen gebouwen nog lang niet voltooid. Om de koning de aanblik van een bouwplaats te besparen, werden de ontbrekende gevels gecamoufleerd door met gevels beschilderde doeken. Pas toen op 1 september 1690 huisnummer 8 werd kocht, kon het laatste gebouw worden voltooid. Er mondden aanvankelijk slechts drie straten op het plein uit.

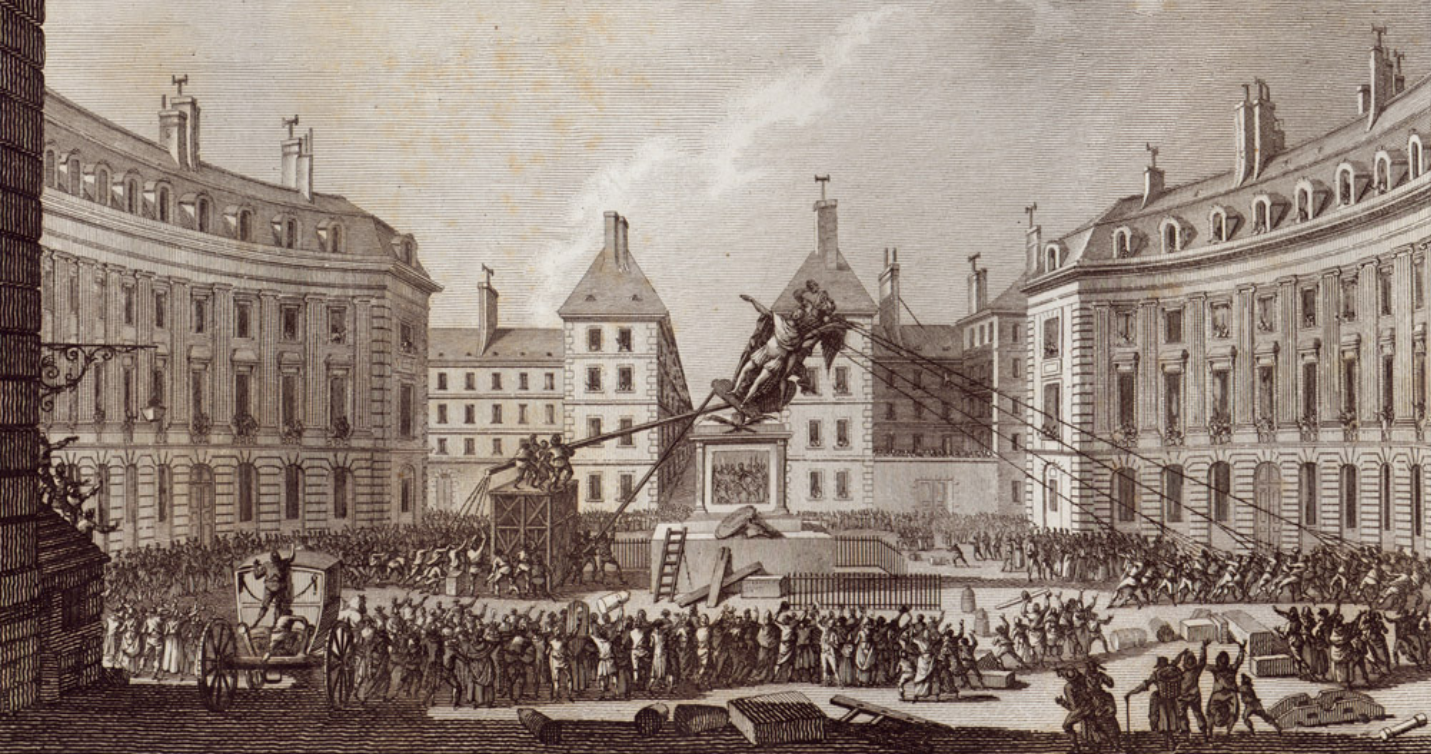
Het omver trekken van het standbeeld,
11-13 augustus 1792

Het standbeeld van Lodewijk XIV werd tijdens de Franse Revolutie vernield. Tussen 10 en 13 augustus 1792 werd het van zijn sokkel getrokken en daarna omgesmolten. De bronzen bijfiguren en diverse reliëfs bleven gespaard. Deze werden aanvankelijk op de binnenplaats van het Louvre tentoongesteld, vervolgens van 1804 tot 1939 in het Hôtel des Invalides, daarna andermaal in het Louvre, van 1961 tot 1992 in het kasteelpark van de Parijse voorstad Sceaux, en vanaf 1992 opnieuw in het Louvre.
Het plein werd in 1792 door de revolutionairen omgedoopt tot Place des Victoires-Nationales. Op de sokkel werd aanvankelijk een houten piramide (of obelisk) met de namen van de burgers die bij de Bestorming van de Tuilerieën op 10 augustus 1792 stierven. Het monument bleek niet bestand tegen weersinvloeden en in 1798 vielen er enkele planken uit. In 1800 werd het gesloopt. In hetzelfde jaar werd een nieuw ontwerp gepresenteerd dat twee militaire helden moest eren, Jean-Baptiste Kléber en Louis Charles Antoine Desaix, beiden in 1800 gestorven. Op 27 september 1800 legde de eerste consul Napoleon Bonaparte de eerste steen, maar het werk werd uiteindelijk niet uitgevoerd.
|                                                                                          |  |  |
| Het standbeeld van generaal Desaix, links het ontwerp uit 1808, rechts het beeld in 1810 |  |  |

In 1802 werd een nieuw ontwerp gepresenteerd, deze keer zonder Kléber. Op 15 augustus 1810, Napoleons verjaardag, tevens een nationale feestdag, werd het standbeeld van Desaix onthuld. Het bronzen beeld, ontworpen door Claude Dejoux, was bijna vijf meter hoog, op een voetstuk van zes meter, ontworpen door Lepère. Dejoux koos ervoor om Desaix in antieke stijl weer te geven, als een "heroïsch naakt", hetgeen voor enige opschudding zorgde. Het brons was afkomstig van 24 kanonnen die in 1807 tijdens de Slag bij Eylau waren buit gemaakt. Generaal Desaix was een van Napoleons getrouwen en behaalde onder andere een grote overwinning in Egypte tijdens de Slag bij de Piramiden in 1798. Het beeld van Desaix was om die reden omgeven door enkele originele oud-Egyptische elementen, waaronder de kop van een sfinx en een door Napoleon uit Rome meegenomen obelisk uit de Albani-collectie. Na de val van Napoleon en de Restauratie van het koningshuis in 1814, werd het van het plein verwijderd. Het brons werd gebruikt voor het gieten van het ruiterstandbeeld van Hendrik IV op de Pont Neuf.
Bij zijn terugkeer naar Parijs gaf koning Lodewijk XVIII opdracht om de koninklijke beelden in de hoofdstad op hun oorspronkelijke locatie te herstellen. De opdracht voor het ruiterstandbeeld van Lodewijk XIV werd in 1816 vergund aan de beeldhouwer François-Joseph Bosio. Aanvankelijk gepland in marmer, werd in 1819 besloten het beeld in brons te gieten. De inhuldiging vond plaats op 25 augustus 1822, de feestdag van Lodewijk de Heilige. Bij deze gelegenheid werden 6.200 medailles uitgegeven waarop het monument was afgebeeld. Het beeld werd in 2005 gerestaureerd.
Achtereenvolgens hebben op het plein vier monumenten gestaan:
- 1686-1792: bronzen standbeeld van Lodewijk XIV omringd door vier geketende gevangenen;
- 1792-1810: houten piramide;
- 1810-1814: standbeeld van generaal Desaix met Egyptische bouwfragmenten;
- Sinds 1822: ruiterstandbeeld van Lodewijk XIV.

Een decreet van 26 juli 1883 keurde de sloop goed van enkele huizen op het plein om de aanleg van de Rue Étienne Marcel mogelijk te maken, een plan dat al door Georges-Eugène Haussmann was bedacht. Een paar jaar later werd het Hôtel de L'Hospital (nr. 9) herbouwd. De ingrepen tastten de architectonische eenheid van het plein aan. Een project uit 1913, de heraanleg van de Rue Vide-Gousset en de Rue Notre-Dame-des-Victoires, zou een nieuwe bres van 18 meter in het plein hebben veroorzaakt, maar werd niet uitgevoerd.

## Bezienswaardigheden

### Ruiterstandbeeld van Lodewijk XIV

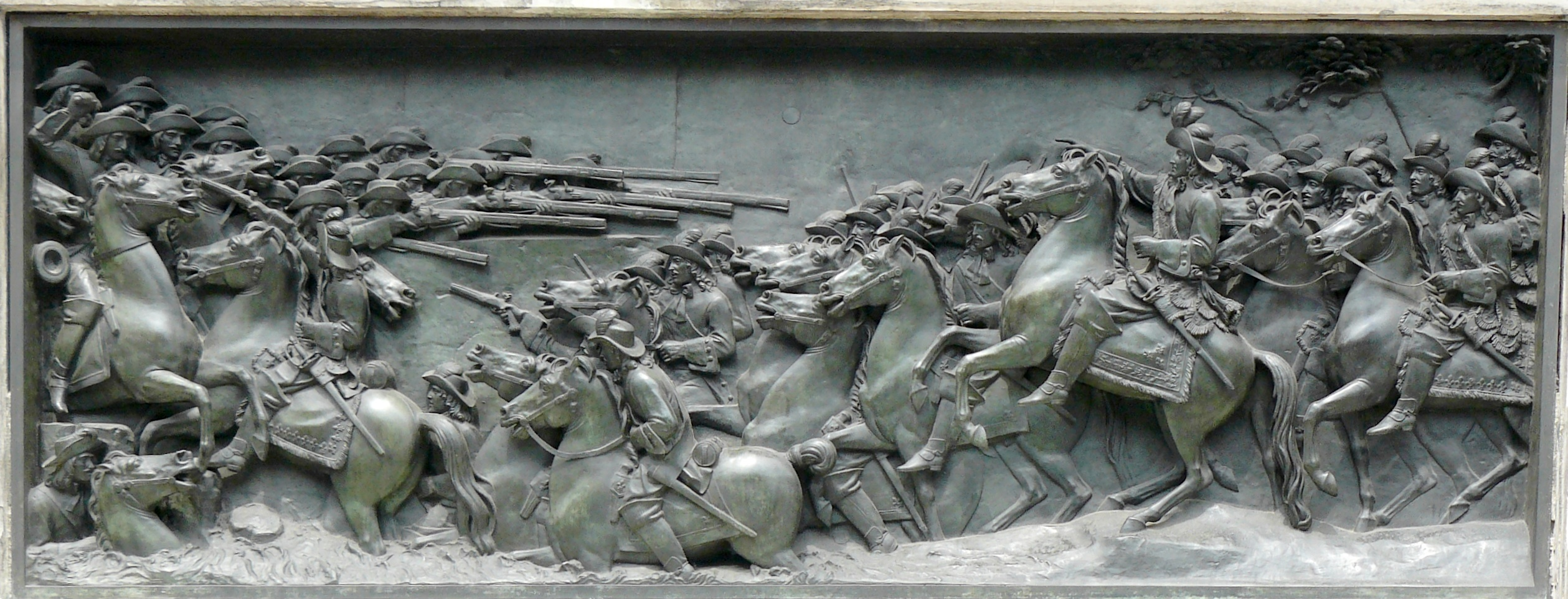
Reliëf op de sokkel: Lodewijk XIV steekt de Rijn over (Slag bij Tolhuis)

Het bronzen ruiterstandbeeld van Lodewijk XIV dat sinds 1822 centraal op de Place des Victoires staat opgesteld is ongeveer 8 meter hoog (sokkel en beeld beide 4 m). Het is ontworpen door François-Joseph Bosio. Lodewijk XIV, gezeten op een steigerend paard, is gekleed in de stijl van een Romeinse keizer met een lauwerkrans op zijn hoofd en een scepter in zijn hand. Voor de houding van de ruiter en het steigerende paard liet de beeldhouwer zich inspireren door het beeld Bronzen Ruiter (1782) van Étienne-Maurice Falconet in Sint-Petersburg, dat tsaar Peter de Grote voorstelt.
Het beeld staat op een voetstuk ontworpen door de architect Jean-Antoine Alavoine. De lange zijden van de sokkel zijn versierd met twee eveneens door Bosio ontworpen bronzen bas-reliëfs: De passage van de Rijn en De instelling van de koninklijke en militaire orde van Saint-Louis in 1693.

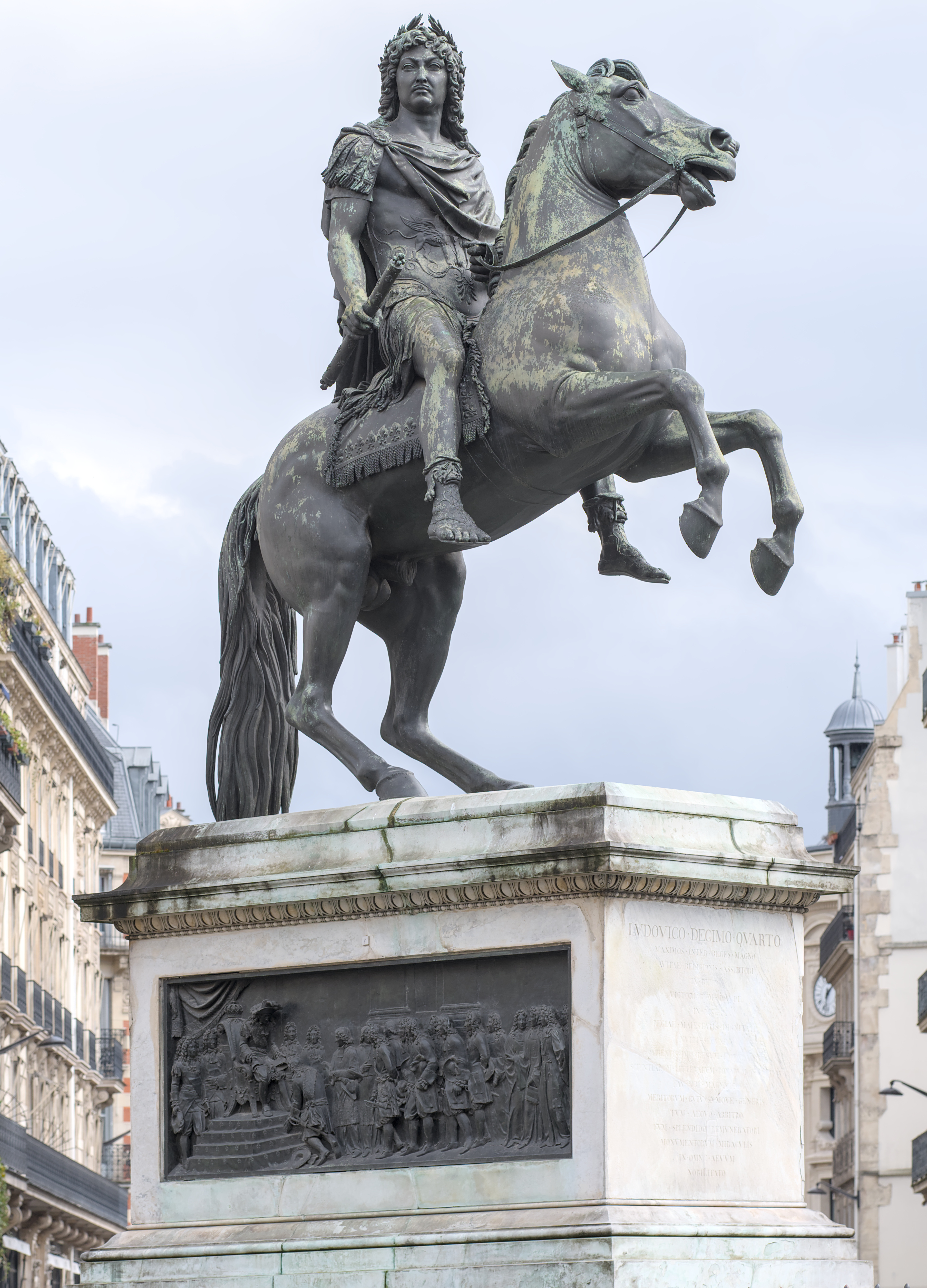
Vanuit het noordwesten
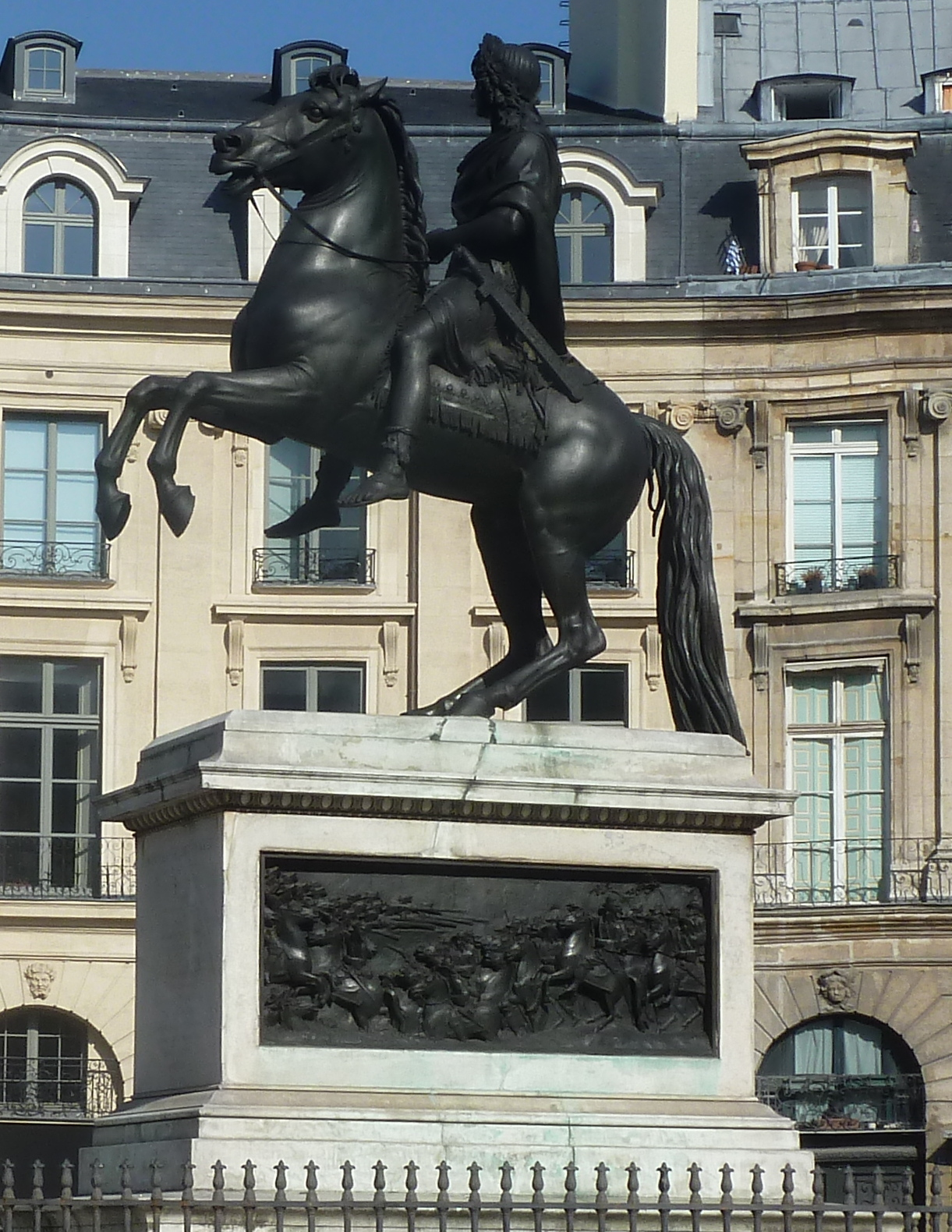
Vanuit het zuiden
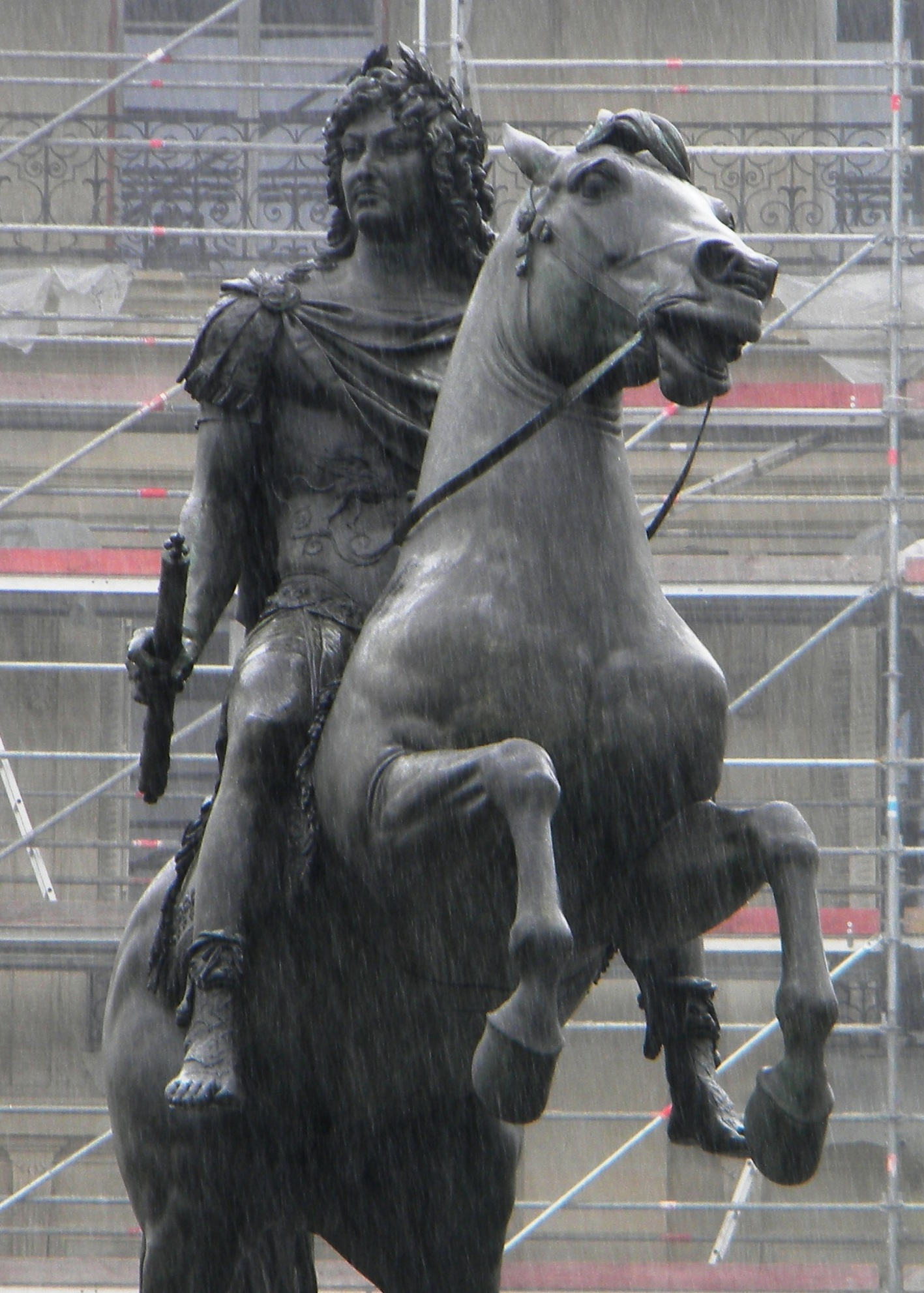
Vooraanzicht (in de regen)
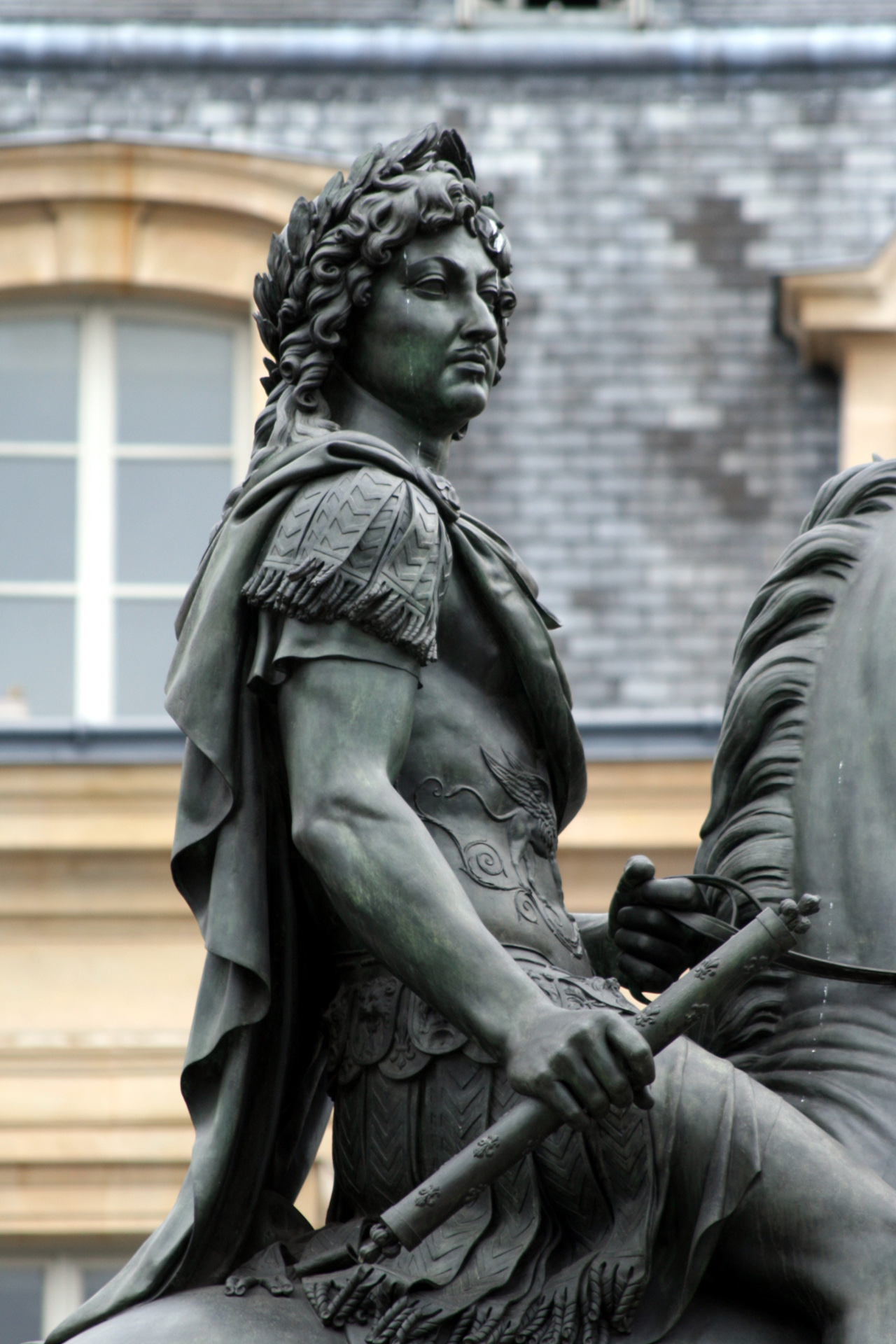
Lodewijk XIV met scepter

### Hôtels particuliers
De gebouwen op het plein zijn voormalige hôtels particuliers of zijn later als zodanig gebouwd.

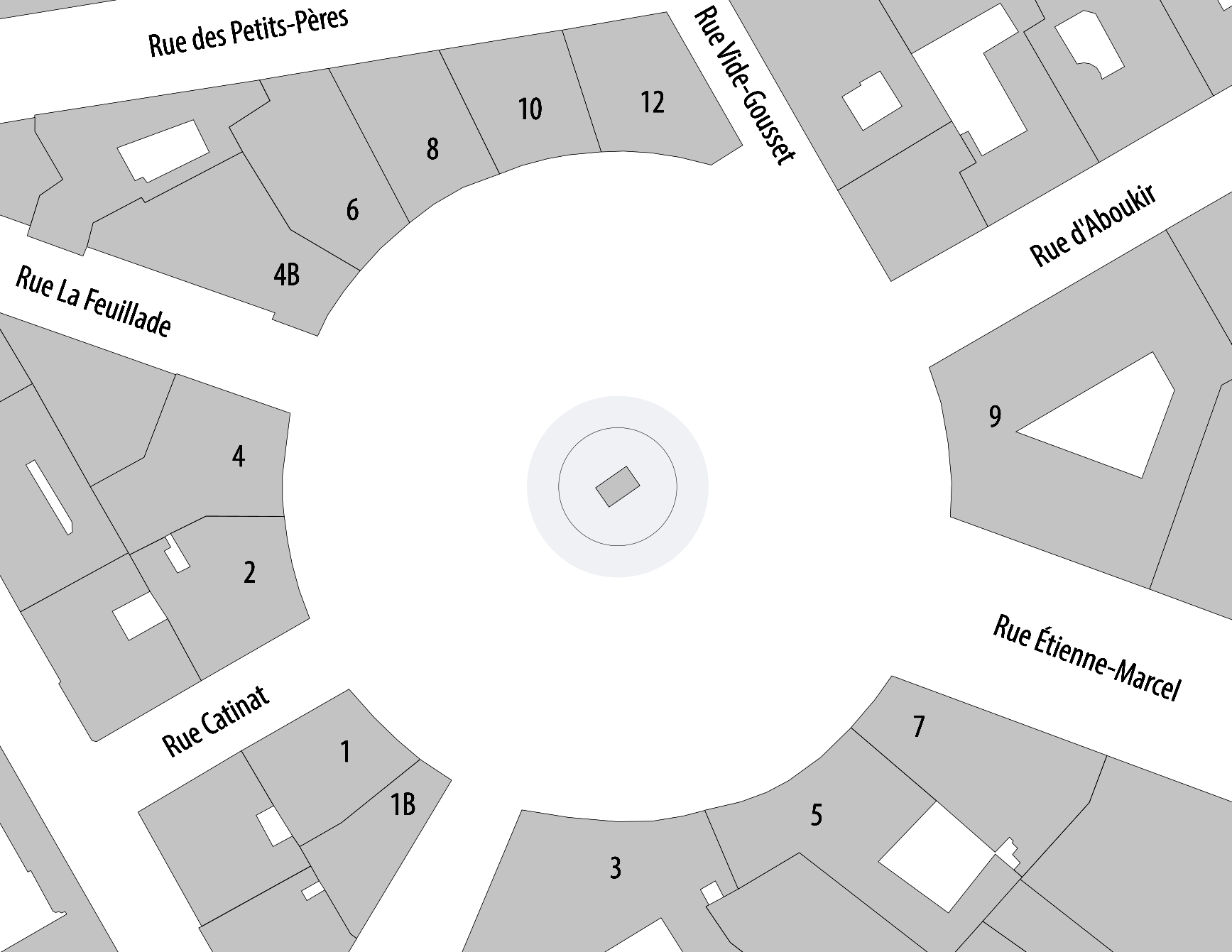
Place des Victoires, bebouwing

Aan de noordwestzijde van het plein liggen de even huisnummers, aan de zuidoostzijde de oneven nummers:
- nr. 2: Hôtel Bergeret de Grancourt
- nr. 4: Hôtel Bergeret de Talmont
- nr. 4-bis: Hôtel de Metz de Rosnay
- nr. 6: Hôtel de Prévenchères
- nr. 8: Hôtel Pellé de Montaleau
- nr. 10: Hôtel Gigault de La Salle
- nr. 12: Hôtel Cornette
- nr. 1-bis: Hôtel de Montplanque
- nr. 1: Hôtel Charlemagne
- nr. 3: Hôtel de Soyecourt
- nr. 5: Hôtel Bauyn de Péreuse
- nr. 7: Hôtel du 7 place des Victoires[8]
- nr. 9: Hôtel de L'Hospital (herbouwd in 1886)

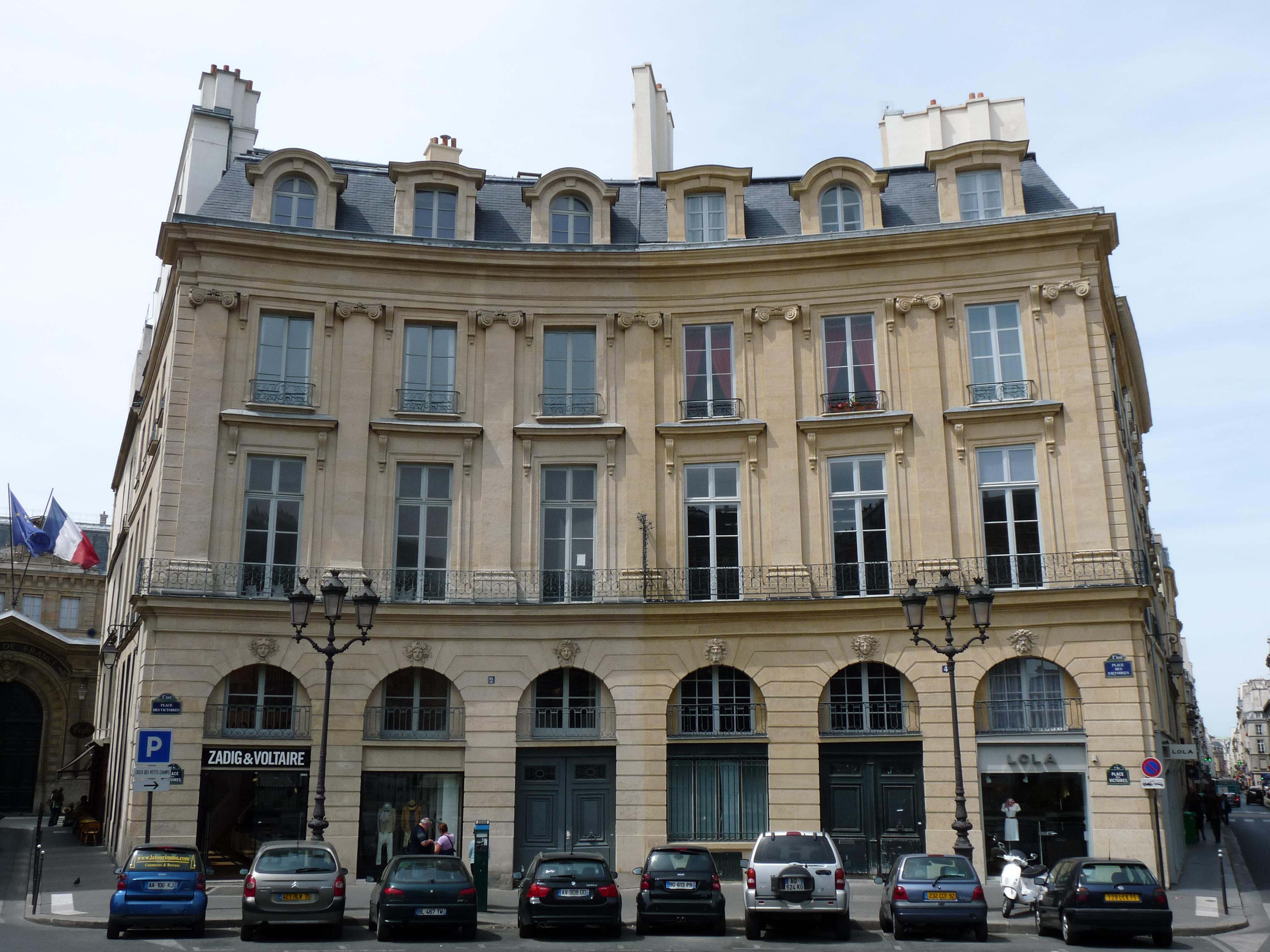
Nrs. 2 & 4
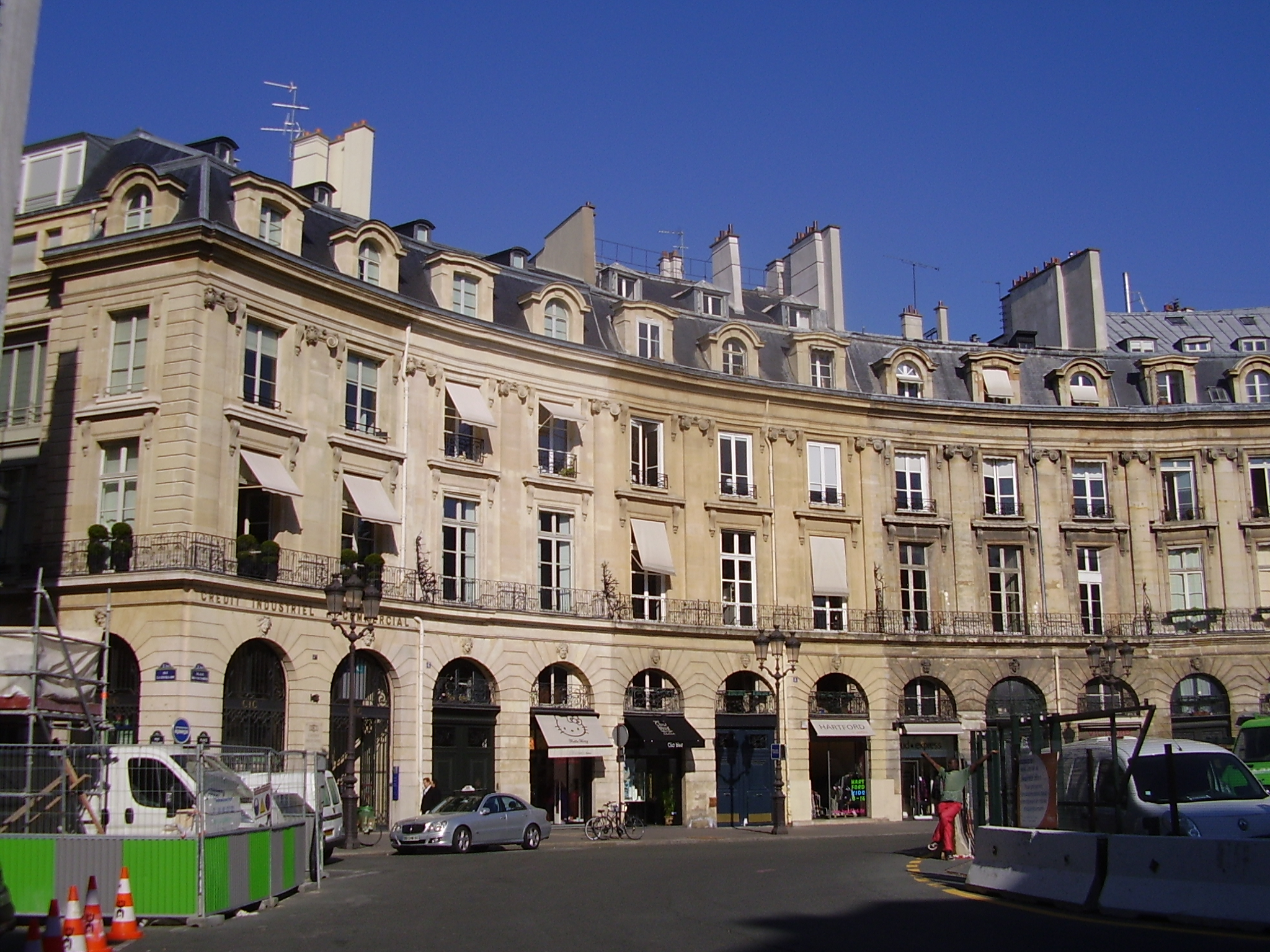
Nrs. 4-bis t/m 12
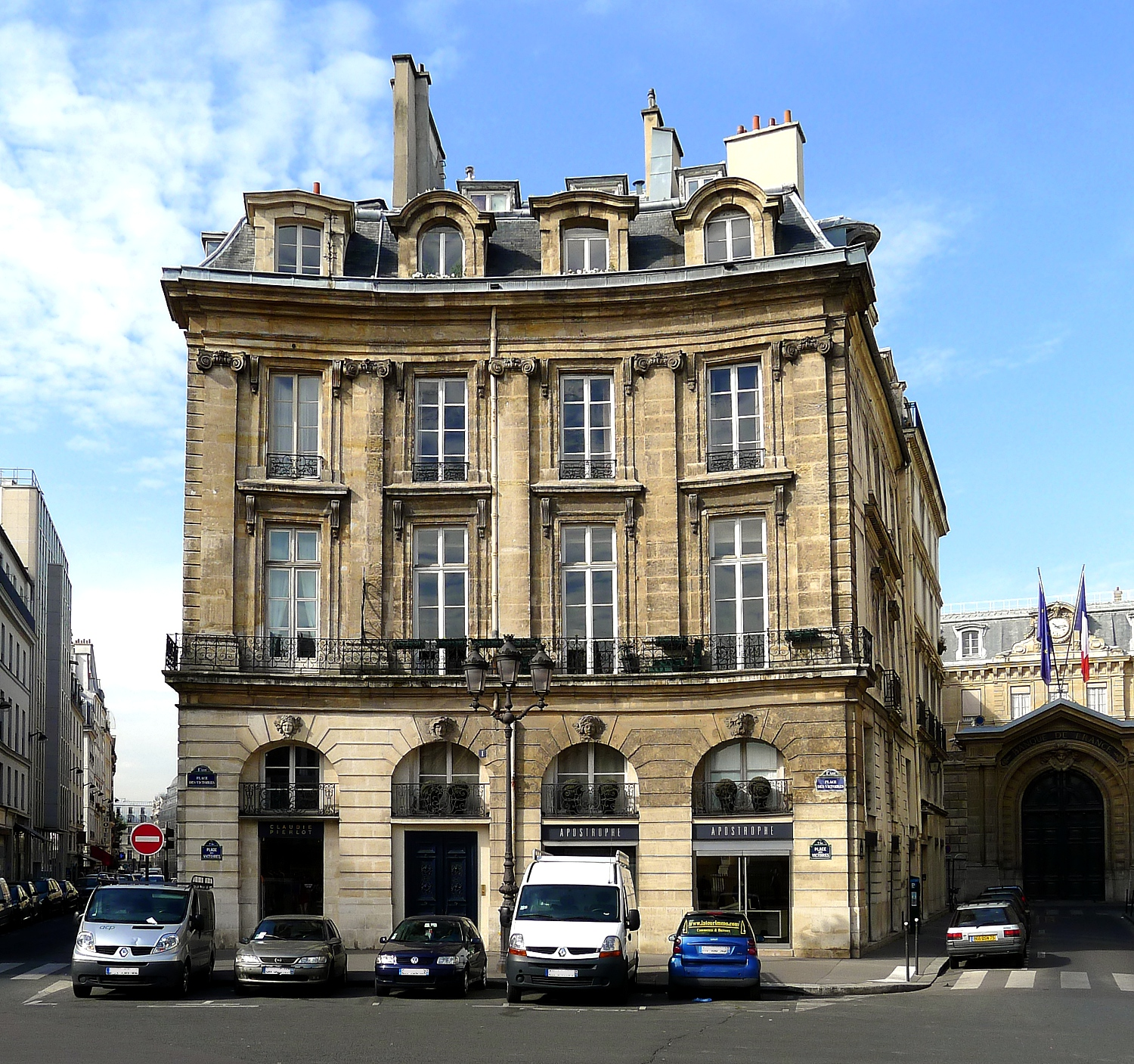
nrs. 1-bis (links) en 1
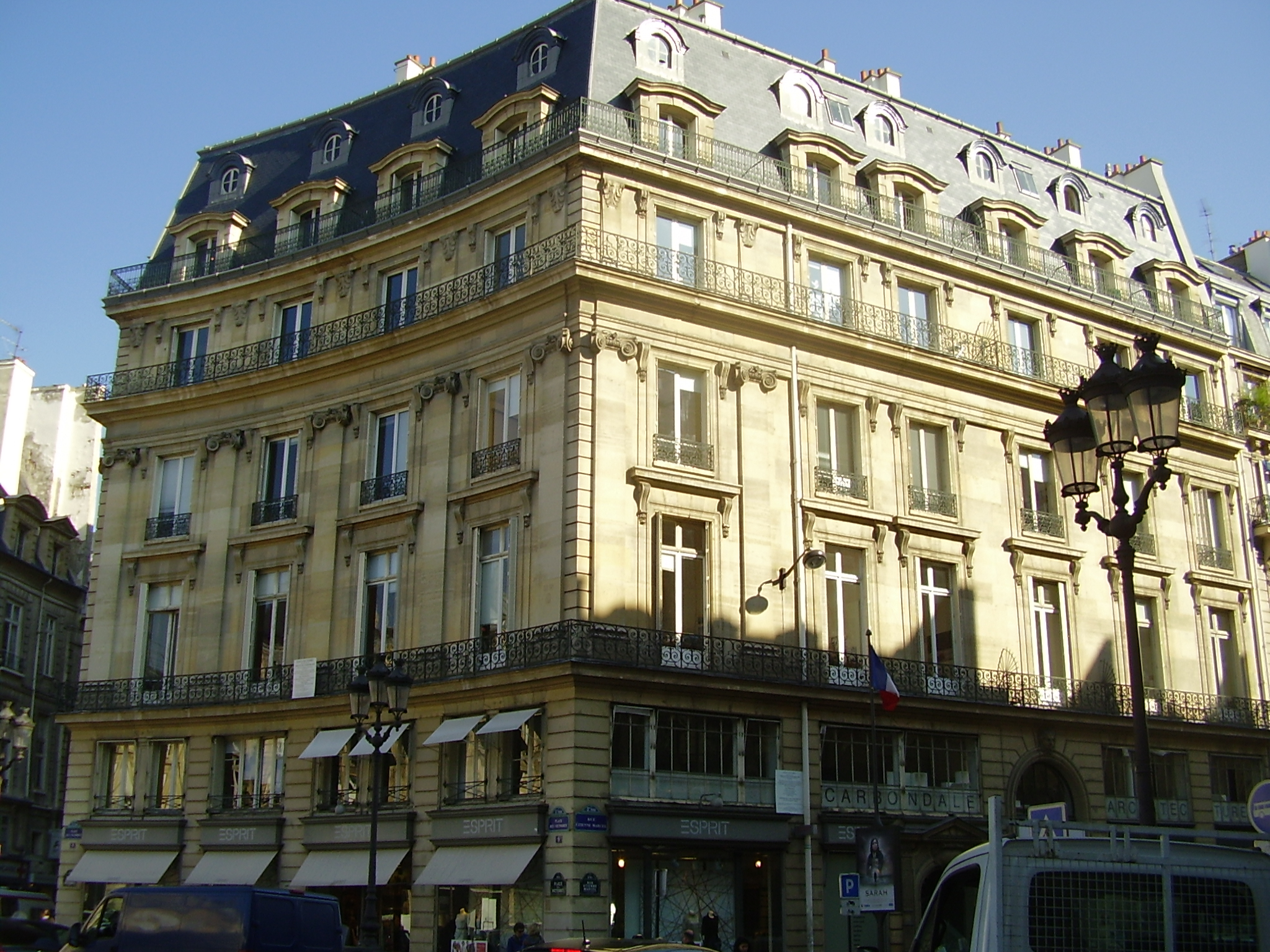
Nr. 9

### Erfgoed elders

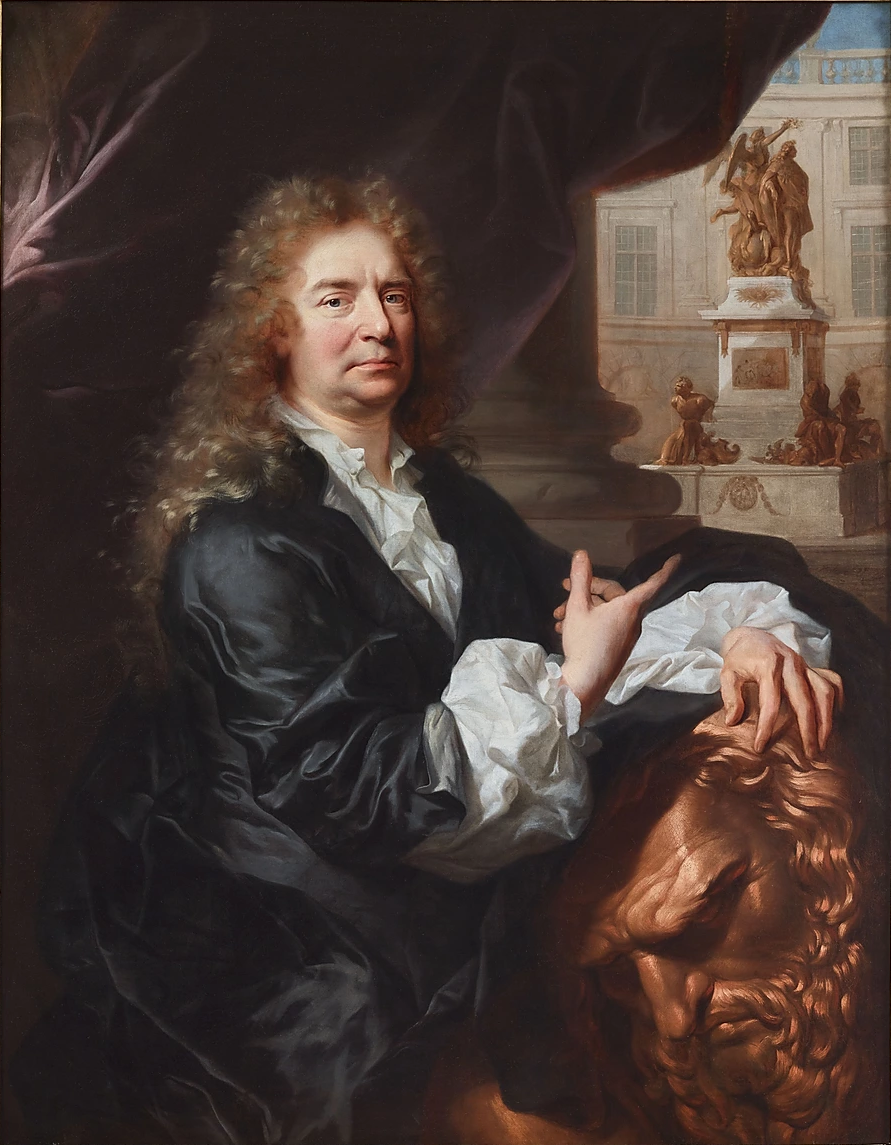
Portret van Martin Desjardins door Hyacinthe Rigaud (1686). Desjardins rechterhand rust op de verslagen Republiek. Op de achtergrond de Place des Victoires

Het oorspronkelijke standbeeld van Lodewijk XIV op de Place des Victoires is verloren gegaan. Het toonde de koning die door een engel gekroond werd met een lauwerkrans. Delen van de beeldengroep zijn bewaard gebleven in het Louvre, waar ze een centrale plaats innemen op de overdekte Cour Puget (zaal 105). Daaronder bevinden zich de beelden van de vier gevangenen (of slaven), vier plaquettes voor het voetstuk en een serie tondo's (of medaillons). Elk van de vier gevangenen is weergegeven door een mannelijke figuur in een bepaalde levensfase en gemoedstoestand. Dat de beelden verwijzen naar overwonnen naties werd destijds algemeen begrepen, hoewel nergens expliciet gemaakt:
- jeugd / hoop: Spanje;
- jongvolwassenheid / rebellie: de Republiek der Nederlanden;
- middelbare leeftijd / neerslachtigheid: Brandenburg-Pruisen (of Savoye of het Ottomaanse Rijk);
- ouderdom / wanhoop: het Heilige Roomse Rijk.

De vier reliëfplaten van verzilverd brons, die onderdeel waren van het oorspronkelijke voetstuk, tonen vier taferelen met Lodewijk XIV in het middelpunt:
- op de voorkant: een allegorie van de Vrede van Nijmegen van 1678-1679;
- op de achterkant een geïdealiseerde afbeelding van Lodewijk XIV die op 24 maart 1662 de excuses van de Spaanse ambassadeur aanvaardt;
- aan de linkerzijkant: de oversteek van de Rijn in juni 1672 (in Nederland bekend als de Slag bij Tolhuis),
- aan de rechterzijkant: het Beleg van Besançon in 1674.

Desjardins kreeg ook de opdracht om vier bronzen medaillons voor de sokkel van het monument te maken, maar uiteindelijk werden er maar twee op het voetstuk geplaatst (op de andere zijden werden inscripties aangebracht). De twee overgebleven exemplaren werden hergebruikt voor de monumentale lantaarns die op het plein stonden opgesteld. De bewaard gebleven medaillons zijn voorstellingen van:
- de vernietiging van de ketterij, verwijzend naar het Edict van Fontainebleau van 1685, dat het Edict van Nantes van 1598 herriep en leidde tot de verdrijving van de Franse protestanten (hugenoten);
- de afschaffing van duels, verwijzend naar verschillende initiatieven van Lodewijk XIV van 1662 tot 1679 om een einde te maken aan het duelleren als een vorm van privérechtspraak in de Franse adel;
- de doge van Genua onderwerpt zich aan Lodewijk XIV (1768);
- de campagne van de Zweedse bondgenoten in Brandenburg.[10]

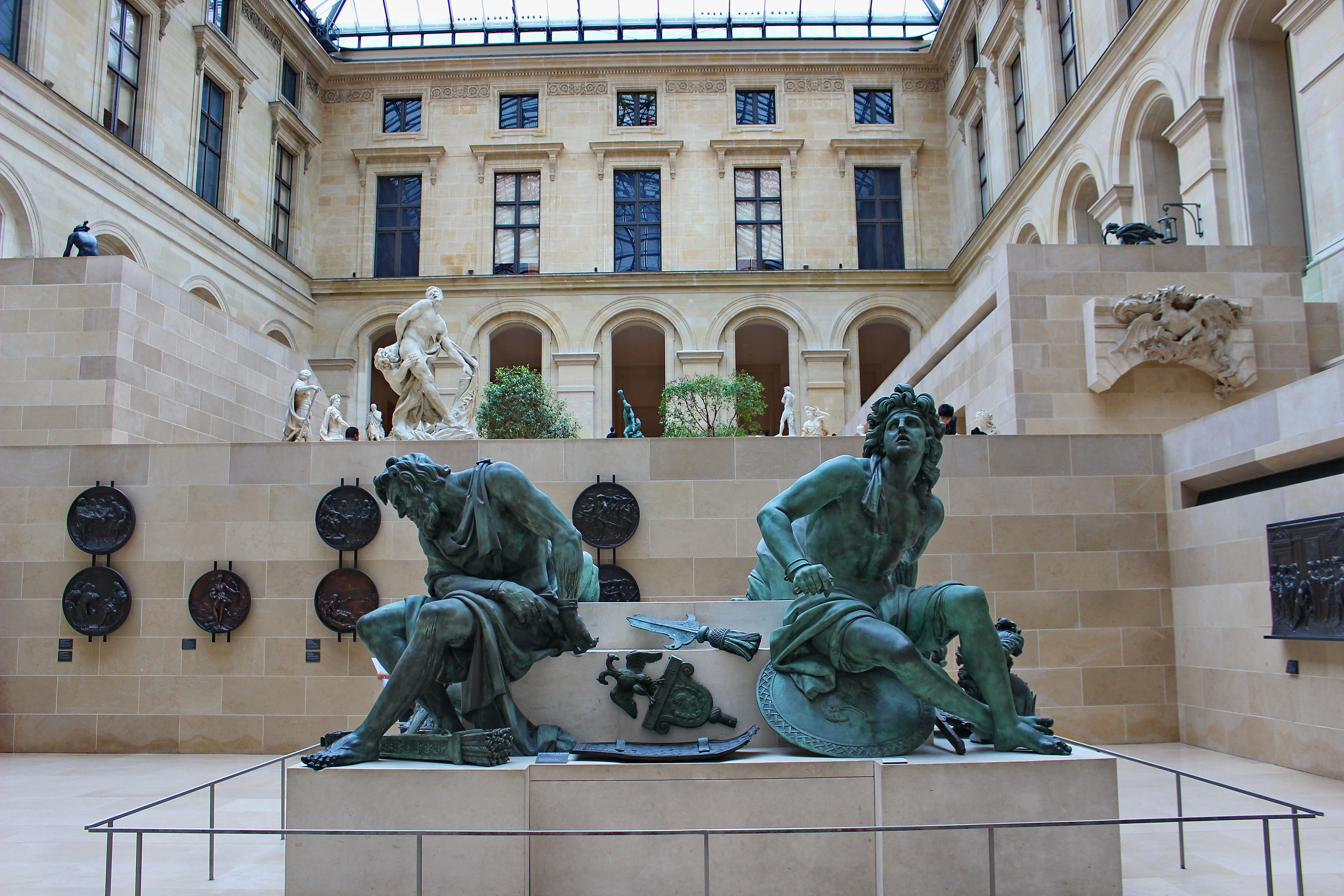
Restanten van het beeld van Desjardins op de Cour Puget in het Louvre
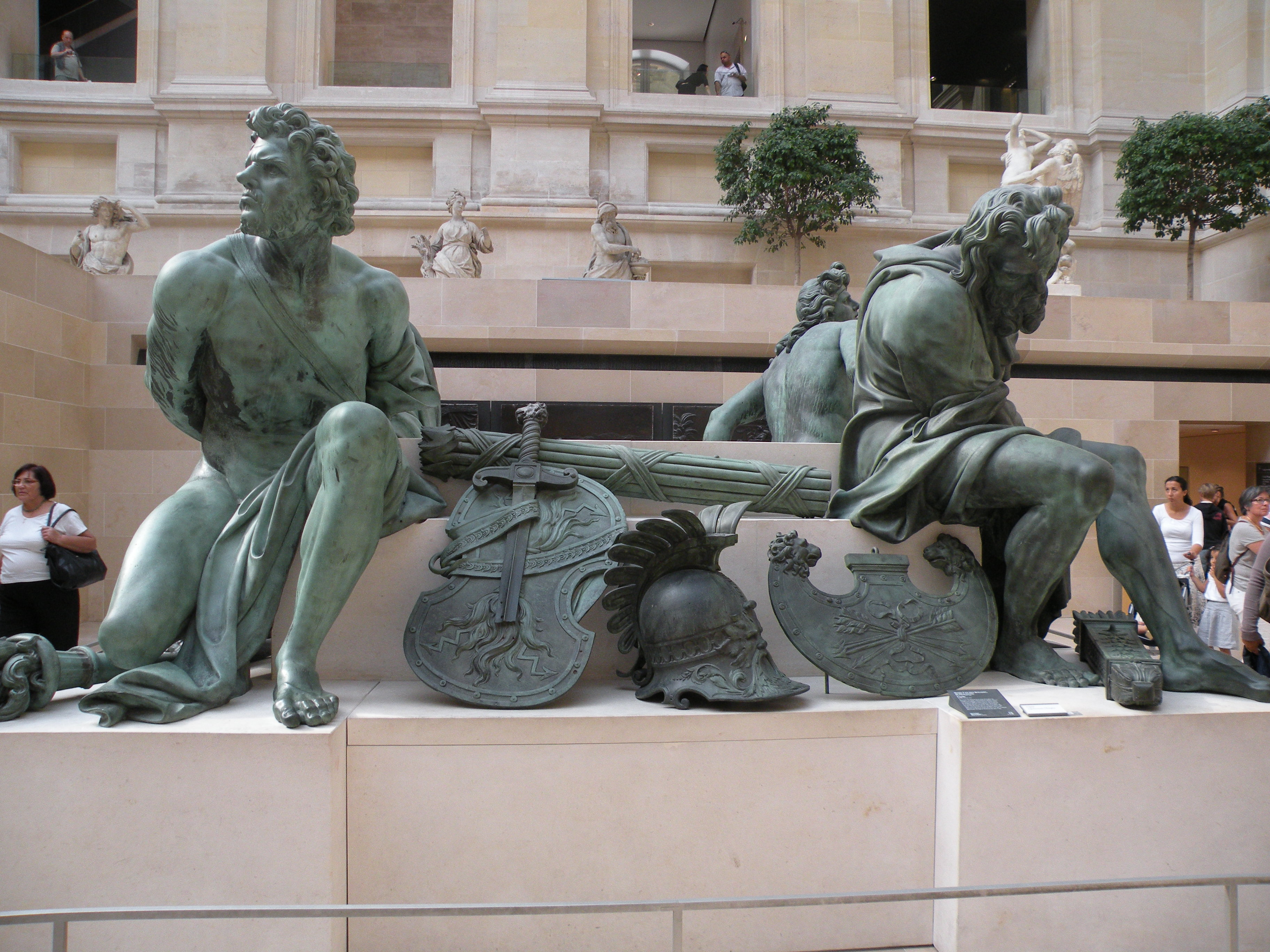
Twee gevangenen: links de rebellie (Holland); rechts de neerslachtigheid (Pruisen)
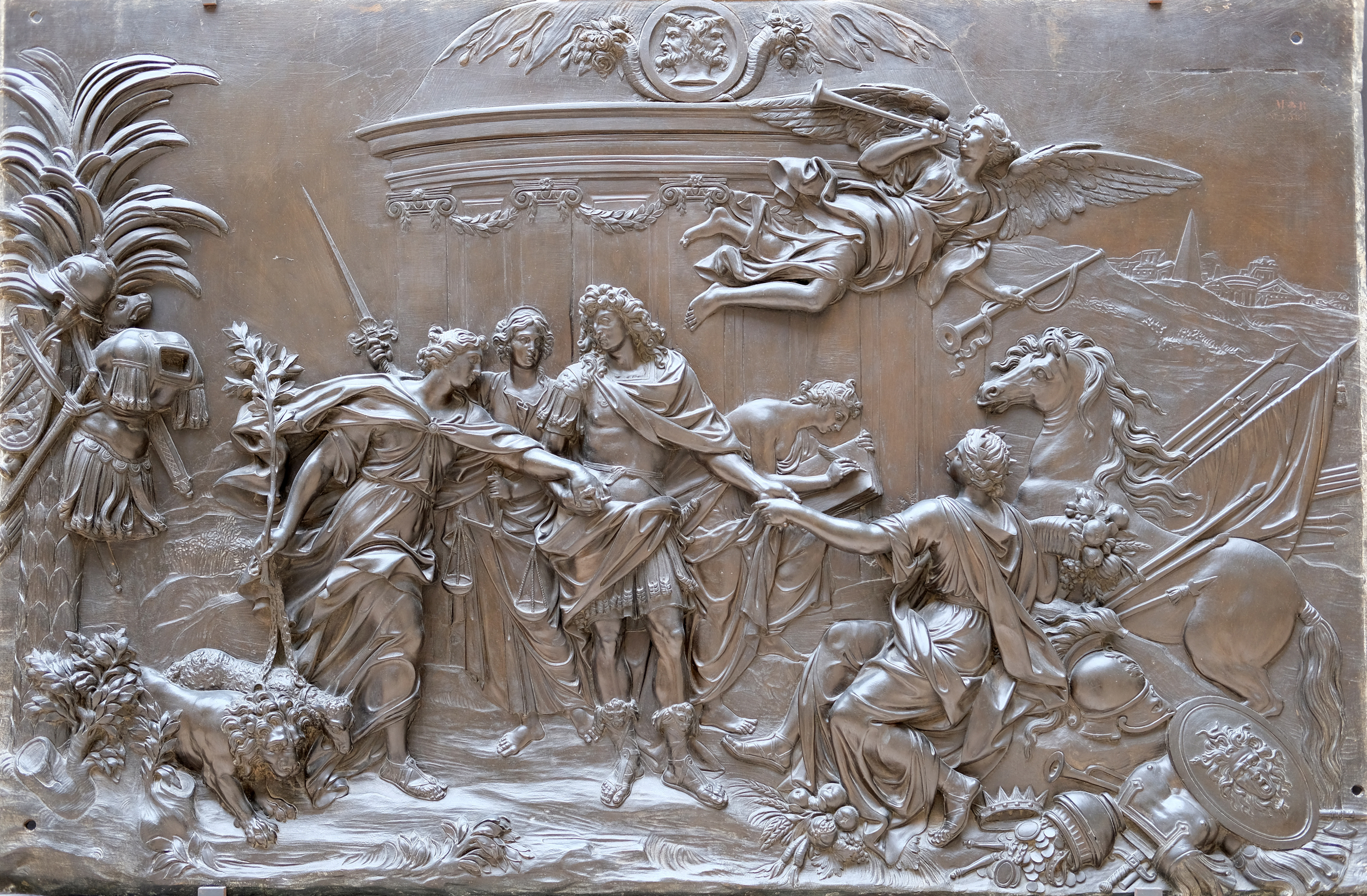
Vrede van Nijmegen: de koning brengt de verzoening tot stand tussen de Vrede en Europa
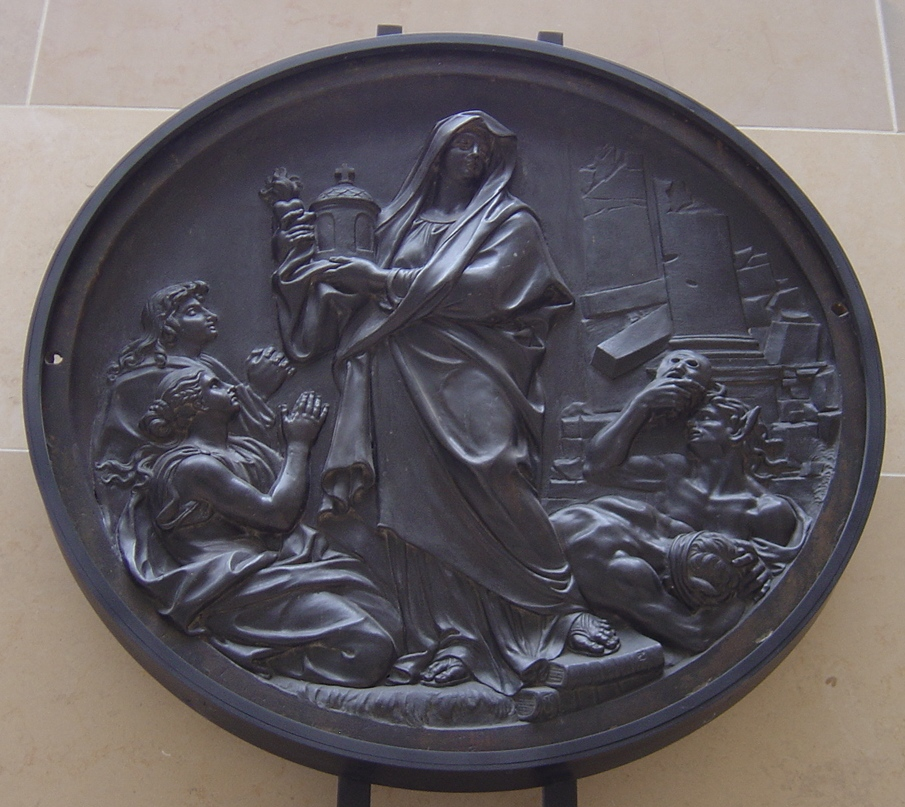
Medaillon De ketterij verpletterd, de herroeping van het Edict van Nantes allegorisch verbeeld

## Trivia
- Het plein kende in de loop der eeuwen vele beroemde inwoners. Zo woonde op nummer 2 de hertog van La Feuillade (de opdrachtgever van het oorspronkelijke beeld van Lodewijk XIV) en op nummer 3 de ondernemer en bankier Antoine Crozat.

- Gemeinsame Normdatei: 4770958-3
- Virtual International Authority File: 244757317
- WorldCat: E39PBJgXhc9BMymRMp4JRxK8G3

Place de la Bastille ·
Place de la Bataille-de-Stalingrad ·
Place Charles de Gaulle ·
Place du Châtelet ·
Place de Clichy ·
Place de la Concorde ·
Place Dauphine ·
Place Diana ·
Place du Dix-Huit Juin 1940 ·
Place de l'Europe - Simone Veil ·
Place de l'Hôtel-de-Ville - Esplanade de la Libération ·
Place d'Italie ·
Square Jean XXIII ·
Place de la Nation ·
Place de l'Opéra ·
Place du Palais-Royal ·
Place du Panthéon ·
Place du Parvis-Notre-Dame ·
Place Pigalle ·
Place de la République ·
Place Saint-Michel ·
Place de la Sorbonne ·
Place du Tertre ·
Place du Trocadéro ·
Place Vauban ·
Place Vendôme ·
Place des Victoires ·
Place des Vosges